# Loge Lautaro
La Loge Lautaro (espagnol : Logia Lautaro) était une loge révolutionnaire d'Amérique du Sud, active sur le plan politique. Son nom est un hommage à Lautaro, du nom du chef Lautaro, amérindien mapuche du Chili qui, au XVIe siècle, avait résisté avec succès aux tentatives espagnoles de conquête.

## Histoire
La loge passa longtemps pour avoir été fondée par Francisco de Miranda en 1797, mais c'est José de San Martín qui l'a fondée, peu après son initiation, aidé de Carlos María de Alvear, qui en sera plus tard le chef, et de José Matias Zapiola, homme politique argentin.
Le but principal de la loge était de confirmer les gouvernements indépendants dans l'Amérique du Sud colonisée. Bernardo O'Higgins en fit partie

## Sources
- Latin American politics in the Nineteenth Century GENERAL FRANCISCO DE MIRANDA FATHER OF REVOLUTIONARY MASONRY IN LATIN AMERICA de Carlos Antonio Martinez, Northern California Research Lodge.